# Azat Harutyunyan
Azat Harutyunyan (18 luglio 1998) è un tuffatore armeno.

## Biografia
Ha un gemello di nome Vladimir Harutyunyan, anche lui tuffatore a livello professionistico.
Ai campionati europei di tuffi di Kiev 2017 è arrivato sesto nel concorso della piattaforma 10 metri sincro, disputato con il gemello Vladimir Harutyunyan].
Ai campionati europei di nuoto di Glasgow 2018, ha gareggiato, sempre con il gemello, nel trampolino 3 metri sincro.